# Het Anker (Mechelen)

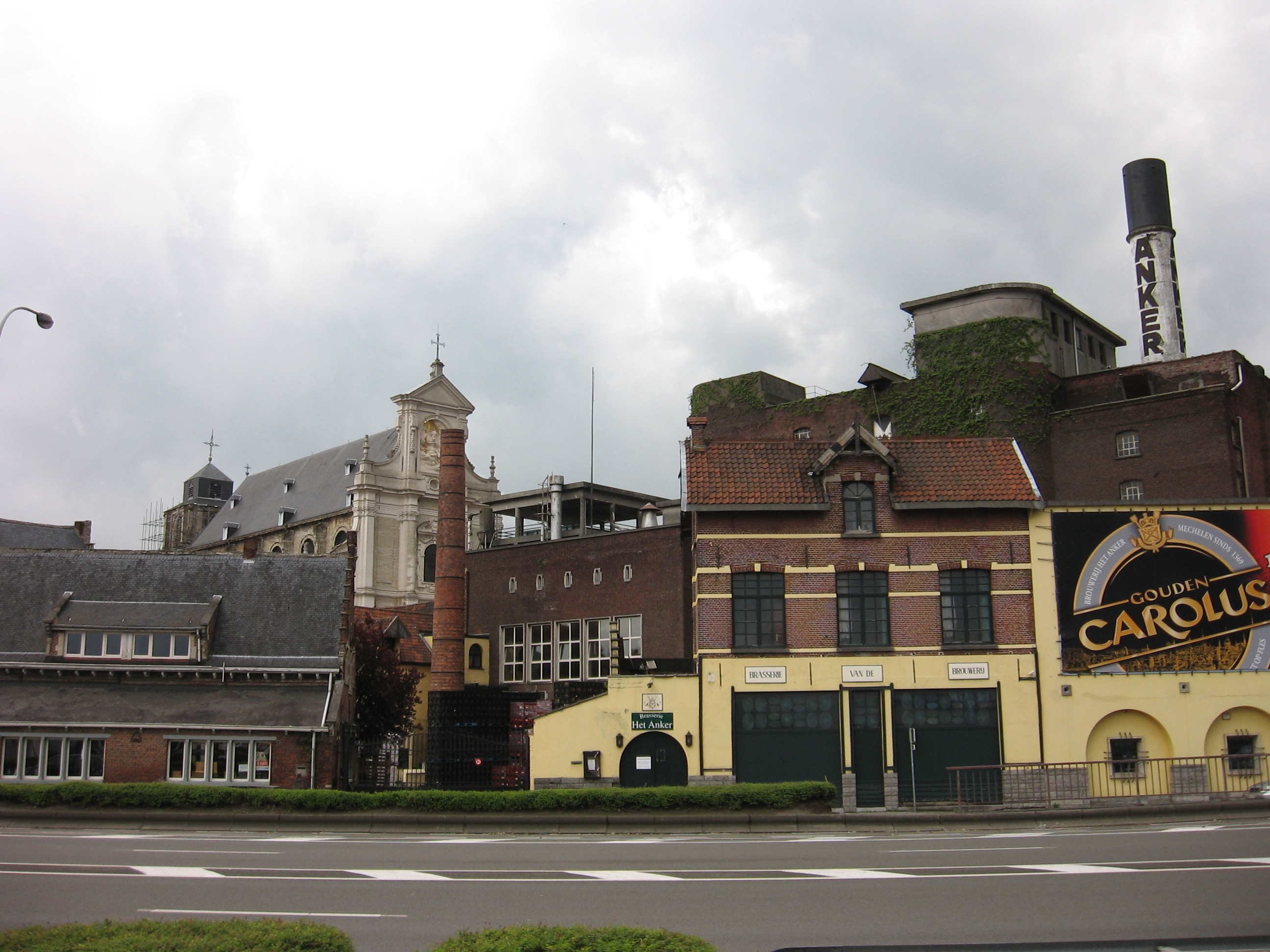
Brauerei Het Anker, Teilansicht der Brauerei.

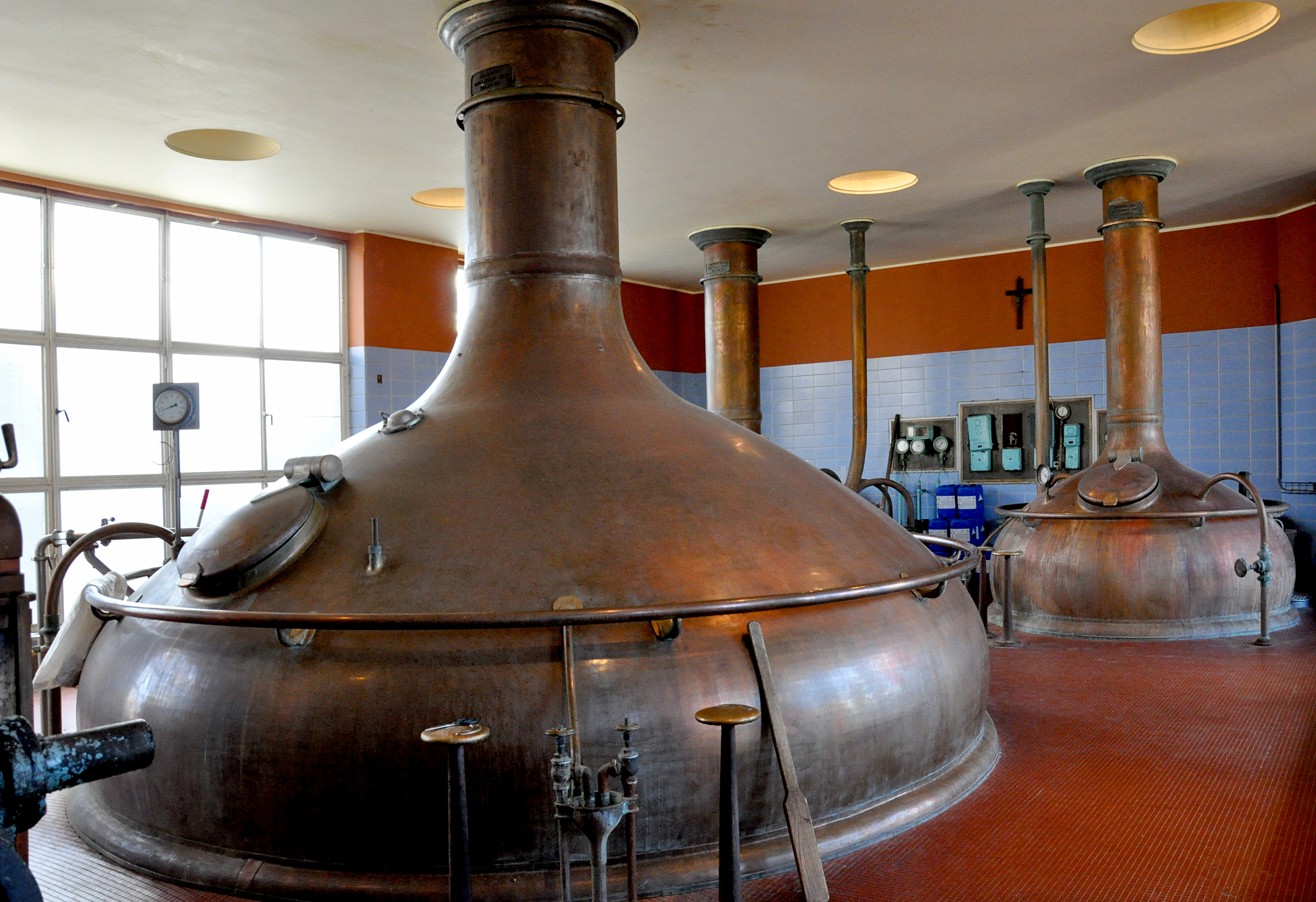
Braukessel

Het Anker ist eine flämische Brauerei in der belgischen Stadt Mechelen in der Provinz Antwerpen. 2014 wurden 28.000 hl Bier produziert. Die Hälfte davon ging in den Export. Die Brauerei beschäftigt 53 Mitarbeiter.

## Geschichte
Die Brauerei wurde ursprünglich im Jahr 1471 von Angehörigen der christlichen Gemeinschaft Beginen und Begarden gegründet. 1872 wurde die Mechelener Brauerei von Louis Van Breedam erworben, der diese umbenannte und ihr den heutigen Namen Het Anker gab. 1904 erweiterte Het Anker sein Sortiment um Lagerbiere und Ale. Nach dem Zweiten Weltkrieg wurde noch ein sogenanntes Keizer (Kaiser-Bier) produziert. Het Anker eröffnete außerdem eine Brasserie und bewirtschaftete ein Hotel.
Das Unternehmen produziert seit 1960 unter anderem die Marken Gouden Carolus (Goldener Karl), benannt nach dem römisch-deutschen Kaiser Karl V., Maneblusser und weitere Biersorten. Unter der Marke Lucifer wird ein Ale gebraut, weiterhin das Weizenbier Dentergems Wit, wozu man die Rechte der Sorten von Duvel Moortgat erwarb, dem Besitzer der insolventen belgischen Brauerei Liefmans, in der das Bier ursprünglich hergestellt wurde. Mit Boscoli wird außerdem ein Fruchtbier angeboten. 2010 begann man zusätzlich einen Single-Malt-Whisky herzustellen, der unter dem Namen Gouden Carolus Single Malt vermarktet wird.
Die Biermarke Lucifer belegte 2010 in einem Test der New York Times des sechsten Platz. 2015 wurde Goulden Carlos Classic zum besten belgischen Bier in der Kategorie Belgian Style Strong gekürt. Das Unternehmen wird in der fünften Generation familiär geführt und ist Mitglied der Gesellschaft Belgian Family Brewers.

## Marken

### Gouden Carolus
- Classic (8,5 %)
- Tripel (9,0 %)
- Ambrio (8,0 %)
- Hopsinjoor (8,0 %)
- Christmas (10,5 %)
- Cuvée van de Keizer Imperial Dark (11,0 %)
- Cuvée van de Keizer Imperial Blond (10,0 %)
- Cuvée van de Keizer Whisky Infused (11,7 %)
- Indulgence

### Maneblusser
- Maneblusser (6,5 %)
- Maneblusser Lente (6,5 %)
- Maneblusser Herfstbok (6,5 %)
- Maneblusser Wit (6,5 %)

### Andere Biermarken
- Lucifer (8,0 %)
- Boscoli (3,5 %)

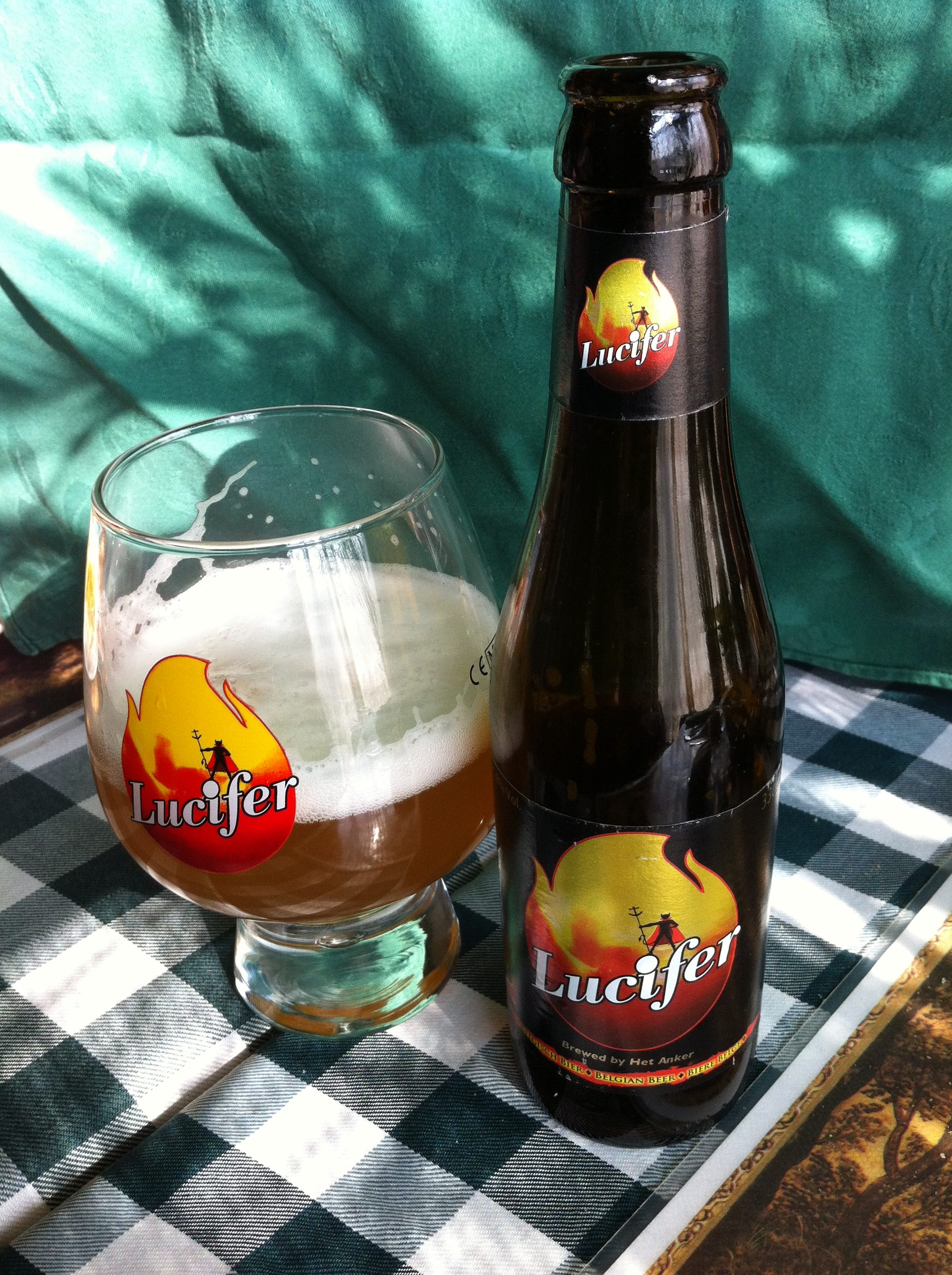
Lucifer
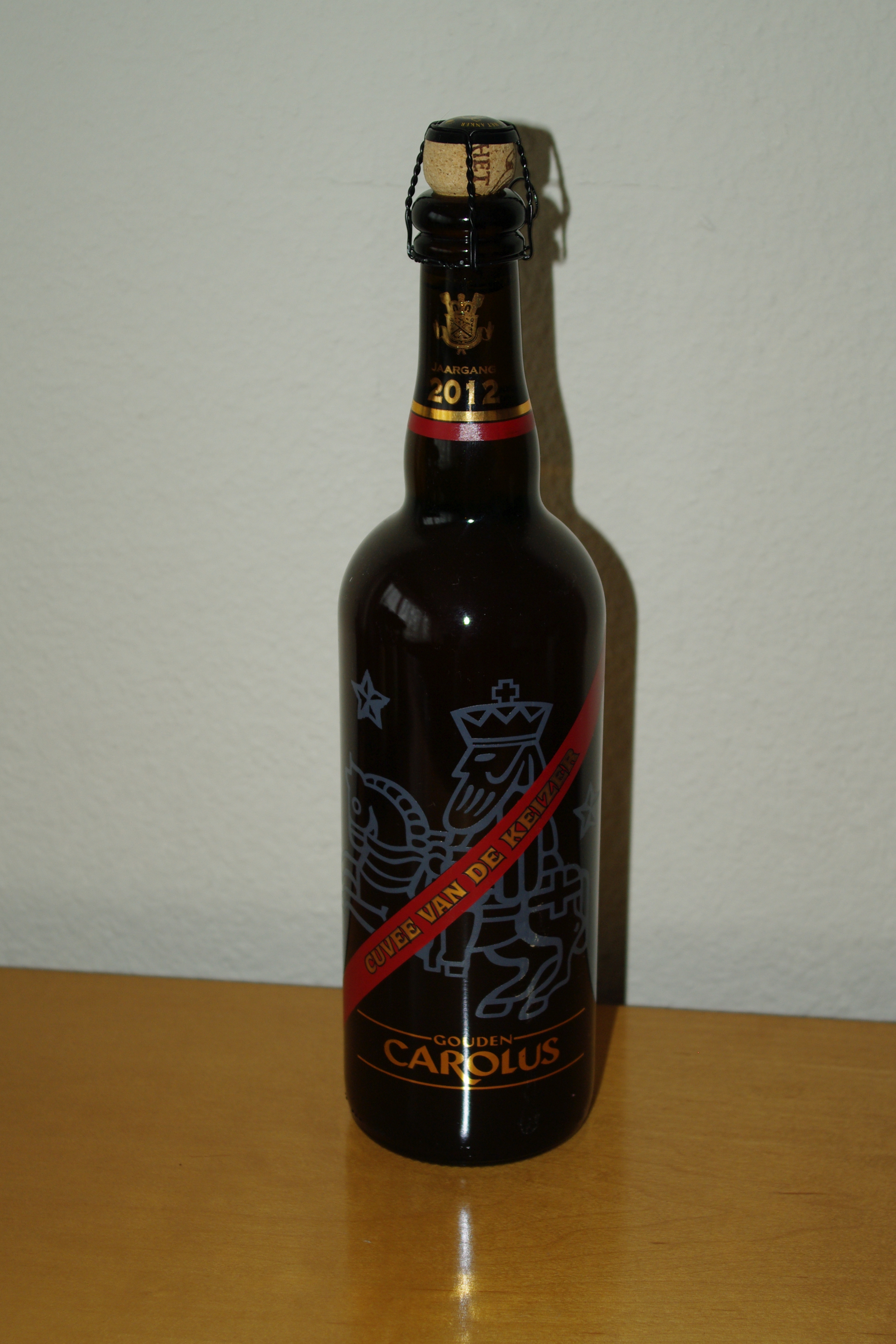
Gouden Carolus Cuvée van de Keizer Imperial Blond
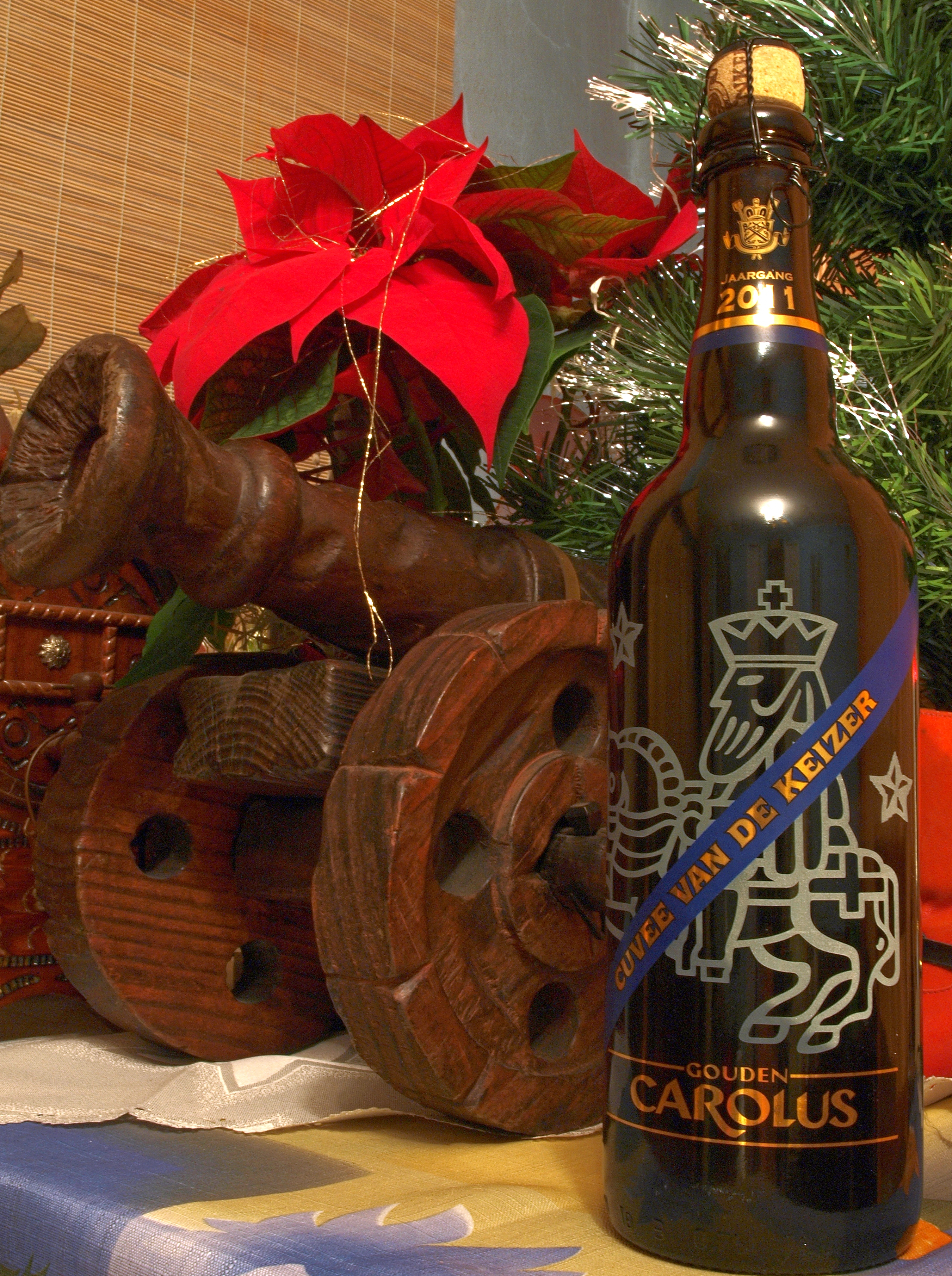
Gouden Carolus Cuvée van de Keizer Imperial Dark
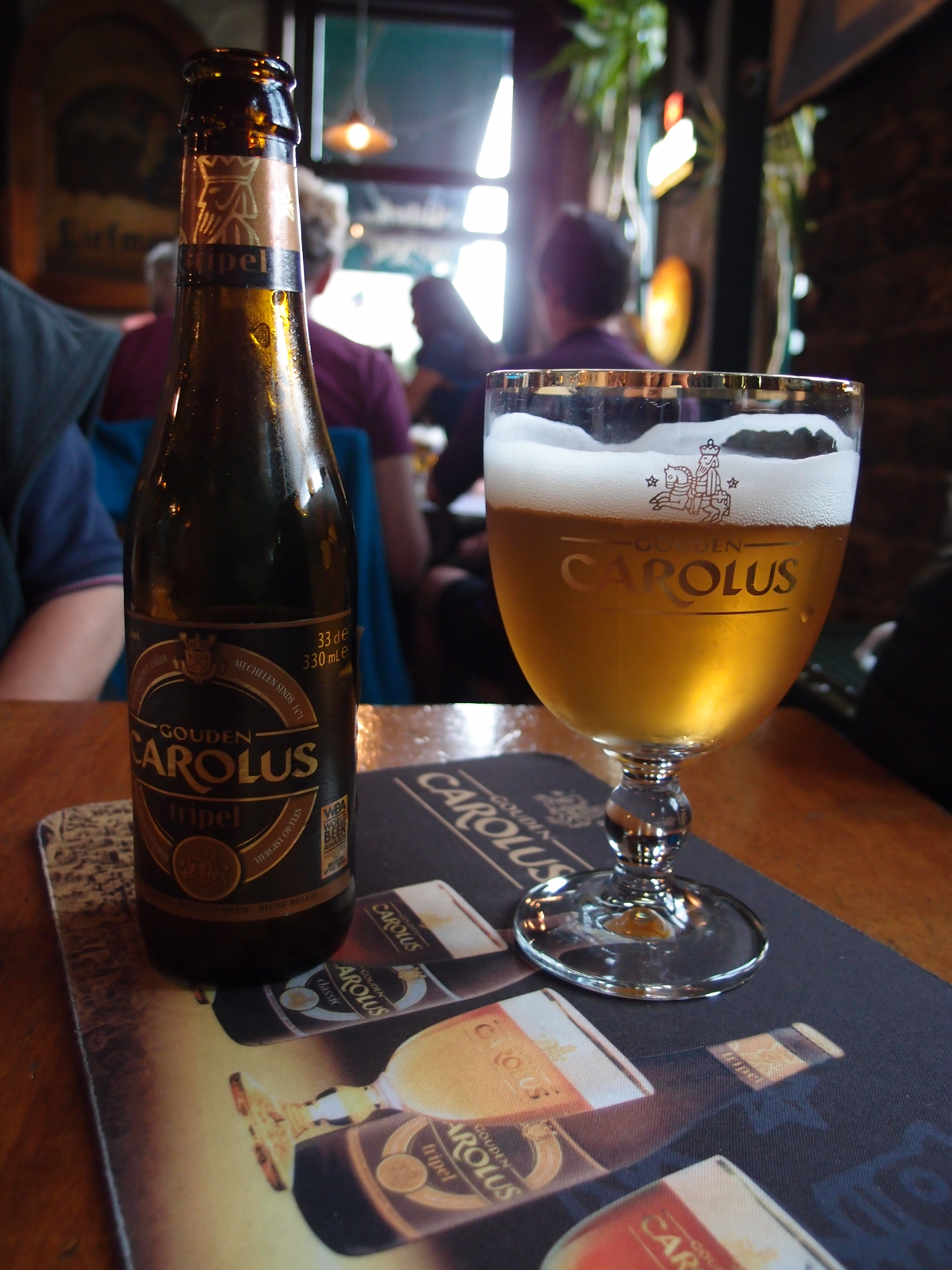
Gouden Carolus Tripel

### Whisky
- Gouden Carolus Single Malt (46,0 %)
- Gouden Carolus Anniversary Edition
- Pure Taste Series